# Scopula thysanopus
Scopula thysanopus är en fjärilsart som beskrevs av Turner 1908. Scopula thysanopus ingår i släktet Scopula och familjen mätare. Inga underarter finns listade.